# Jezioro Ruskie (Pojezierze Olsztyńskie)
Jezioro Ruskie – jezioro w woj. warmińsko-mazurskim, w powiecie szczycieńskim, w gminie Pasym.

## Opis
Ruskie położone jest około 10 km na północ od Pasymia. Kształt jeziora zbliżony jest do trójkąta równobocznego z jednym wierzchołkiem skierowanym w kierunku południowym. W północnej części leży wysepka porośnięta wokół roślinnością, a na wschód od niej znajduje się mała, kamienna wysepka i wypłycenie usłane olbrzymimi głazami. Trzecia, największa wyspa, porośnięta wysokimi gęstymi drzewami oraz otoczona szczelnie gęstym pasem trzcin, leży w pobliżu południowego brzegu jeziora. Ruskie płytkim rowem łączy się z jeziorem Sąpłaty. Brzegi jeziora są dość wysokie otoczone łąkami i polami. Na zachodnim brzegu leży wieś Rusek Wielki, a na wschodnim Rusek Mały.
Dojazd ze Szczytna lub Olsztyna drogą krajową nr 53 do Pasymia, następnie powiatową nr 26601 w stronę Grzegrzółek, a dalej powiatową 25166 do Ruska Wielkiego.
Na jeziorze obowiązuje strefa ciszy. Jezioro hydrologicznie otwarte poprzez rów na północnym wschodzie łączący je z jeziorem Sąpłaty.

## Wędkarstwo
Niewielkie i dość płytkie, jest typowym jeziorem sandaczowym. Dno na znacznej powierzchni bardzo jest kamieniste, a woda ma małą przejrzystość. Ławica przybrzeżna jest krótka, dość stroma i bagnista, zwłaszcza od strony południowo-wschodniej. Głębokość zbiornika na przeważającej powierzchni wynosi około 2,5 m, jedynie w części wschodniej w pobliżu brzegu, naprzeciw wsi Rusek Mały, jest większe zagłębienie wynoszące około 4 m. Dno jeziora jest na przemian kamieniste i muliste, w niektórych jednak miejscach piaszczyste. Wielkie głazy kamienne zalegają na dnie, głównie w części północnej i wschodniej, choć i w części południowej miejscami wąskim pasem ciągną się podwodne rafy kamienne. Woda w jeziorze ma słabą przejrzystość, szczególnie w okresie lata. Roślinność wynurzona, bardzo dobrze rozwinięta, zajmuje powierzchnię 4,8 ha. Oczerety porastają głównie brzegi jeziora oraz wyspy, z wyjątkiem wysepki kamiennej. Roślinność podwodna jest raczej uboga, występuje głównie na małych głębokościach, co spowodowane jest małą przejrzystością wody.
W jeziorze występuje okoń, szczupak, lin, karaś, płoć, wzdręga i węgorz. Z powodu przyduchy kilka lat temu populacja sandaczy wymarła, ale jezioro jest zarybiane i ich liczebność wzrasta.

## Dane morfometryczne
Powierzchnia zwierciadła wody według różnych źródeł wynosi od 42,5 ha do 44,7 ha.
Zwierciadło wody położone jest na wysokości 152,4 m n.p.m. lub m n.p.m. Średnia głębokość jeziora wynosi 2,3 m, natomiast głębokość maksymalna 4,3 m lub 4,5 m.
Na jeziorze znajdują się wyspy o łącznej powierzchni 0,3 ha i długość linii brzegowej 300 m.

## Hydronimia
Według urzędowego spisu opracowanego przez Komisję Nazw Miejscowości i Obiektów Fizjograficznych (KNMiOF) nazwa tego jeziora to Jezioro Ruskie. W różnych publikacjach i na mapach topograficznych jezioro to występuje pod nazwą Rusek.